# Da bing xiao jiang
Da bing xiao jiang (大兵小将), comercialitzada internacionalment com Little Big Soldier, és una pel·lícula de comèdia d'acció del 2010 dirigida per Ding Sheng  i produïda i escrita per Jackie Chan, també protagonitzada per Chan i Leehom Wang. La pel·lícula es va produir amb un pressupost de 25 milions de dòlars EUA i filmada entre gener i abril de 2009 a Yunnan, Xina. Segons Chan, la pel·lícula va estar atrapada al development hell durant més de 20 anys.
Little Big Soldier té lloc durant el Període dels Regnes Combatents de la Xina. Un vell soldat de peu (Chan) i un jove general d'un estat rival (Wang) són els només supervivents d'una batalla despietada. El soldat decideix capturar el general i portar-lo de nou al seu propi estat a canvi d'una recompensa.

## Argument
La pel·lícula està ambientada al segle III aC durant el Període dels Regnes Combatents de la Xina. Després d'una batalla entre els estats de Liang i Wei, només dos homes queden amb vida: un soldat de peu Liang i un general Wey. El soldat va sobreviure perquè és un expert en fer-se de mort, amb un dispositiu que sobresurt com una punta de fletxa lligada al seu cos per a més realisme.
El soldat captura el general ferit amb l'esperança d'utilitzar-lo com a bitllet per a la llibertat: lliurant un general enemic al rei de Liang, el soldat pot ser llicenciat honorablement del servei militar i tornar a casa a una vida pacífica. El jove general, encara que fet captiu, és condescendent cap al soldat. Els dos homes solen estar enfrontats durant el llarg i sinuós viatge, però es veuen obligats a treballar junts per sobreviure en una varietat de circumstàncies: ser enganyats per un cantant que els culpa de la guerra; ser gairebé morts per un ós al bosc; ser atacats per un grup de captaires; i ser capturats i esclavitzats per un grup de guerrers loufan.
Per complicar les coses, el general és en realitat el príncep hereu de Wey. El príncep Wen, el germà petit del general, cobeja el tron de Wey. Quan s'assabenta que el general ha sobreviscut a la batalla, porta els seus homes en un intent implacable de caçar i matar el general per tal d'assegurar la seva pretensió al tron. Encara que es troben en bàndols oposats, el Soldat acaba posant-se al costat del General contra el Príncep Wen.
El general i el príncep Wen decideixen cooperar quan són atacats pels guerrers Loufan, el líder dels quals busca venjança del príncep Wen per haver matat la seva dona abans. Al final de la baralla, el príncep Wen se suïcida per apaivagar el líder de Loufan i li diu al general que un d'ells necessita viure per garantir la continuïtat de Wey.
Al final, el soldat porta el general de tornada a Liang, però canvia d'opinió a l'últim minut i allibera el general, després que el general promet que Wey no farà la guerra a Liang durant els propers deu anys si es converteix en el rei de Wei. Girant-se cap a Liang, el soldat se sorprèn al veure que el seu estat natal ha estat conquerit per l'estat de Qin. Deprimit perquè la seva recerca va ser en va per començar i no li queda res per tornar, el soldat aixeca la bandera de Liang desafiant els Qins, de manera que els soldats Qin li disparen fletxes. Encara amb orgull la bandera de Liang, el soldat s'ensorra i mor. L'estat de Wei finalment es rendeix a l'estat de Qin sense lluitar.

## Repartimentt
- Jackie Chan com el soldat
- Leehom Wang com a general

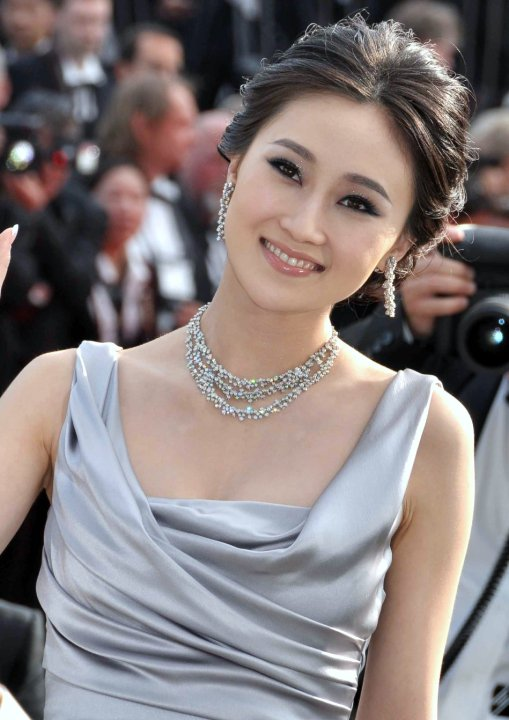
La debutant Lin Peng fou escollida com a actriu principal.

- Steve Yoo com el príncep Wen, el germà petit del general
- Du Yuming com a Guàrdia Wu, el guardaespatlles del príncep Wen
- Lin Peng com a cantant
- Xu Dongmei com a Loufan Yan, l'esposa del líder de Loufan
- Jin Song com a Loufan Wei, el líder loufan
- Ken Lo com a Guàrdia Yong, el guardaespatlles del príncep Wen
- Yu Rongguang com a adjunt general Yu, un adjunt general de Wey executat pel general
- Wang Baoming com a explorador de Liang
- Wu Yue com a captaire
- Yuen Woo-ping com a funcionari de Liang

## Producció
Little Big Soldier va ser una producció conjunta de la xinesa Polybona Films i Hong Kong JCE Movies Limited, una companyia craeda per Jackie Chan el 2003. La pel·lícula destaca per haver estat en producció durant més de 20 anys. Chan volia actuar i escriure una pel·lícula còmica que va tenir lloc en un rerefons històric des de la dècada de 1980, quan el cinema d'acció de Hong Kong estava creixent en protagonisme.

### Càsting
Chan originalment tenia en ment Daniel Wu per fer el paper del jove general, però Chan va ignorar aquest pensament després d'adonar-se que ja havia filmat dues pel·lícules abans amb Wu. Joan Lin, la dona de Chan, va suggerir el seu fill Jaycee Chan, però Chan estava molt en contra. Lin més tard va suggerir Leehom Wang, a qui Chan va acceptar immediatament. Chan i Wang s'han mantingut amics íntims des d'aleshores, i han continuat col·laborant en nombroses cançons, pel·lícules, concerts i esdeveniments oficials.

## Mitjans domèstics
Al Regne Unit, Little Big Soldier va ser una de les deu pel·lícules en idiomes estrangers més venudes del 2011 en formats físics de vídeo casolà, i la quarta pel·lícula xinesa més venuda (a sota d'Ip Man 2, Ip Man i Confuci).

## Videojoc
En una conferència a Beijing el 20 de novembre de 2009, Jackie Chan va anunciar, juntament amb Universal Culture Limited i EURO WEBSOFT, que s'estava llançant un MMO per promocionar la pel·lícula. Els personatges de Chan i Wang al joc també es van mostrar a la conferència. El 26 de gener de 2010 , el MMO es va connectar amb el nom FLASH Little Big Soldier (FLASH大兵小將). És per jugar gratuïtament amb un compte de subscripció. Tanmateix, el joc només està disponible en xinès.

## Premis
Va guanyar el Premi del Públic de la Secció Oficial a la XXXI edició de la Mostra de València.